# Soggiorno dei Beatles in India

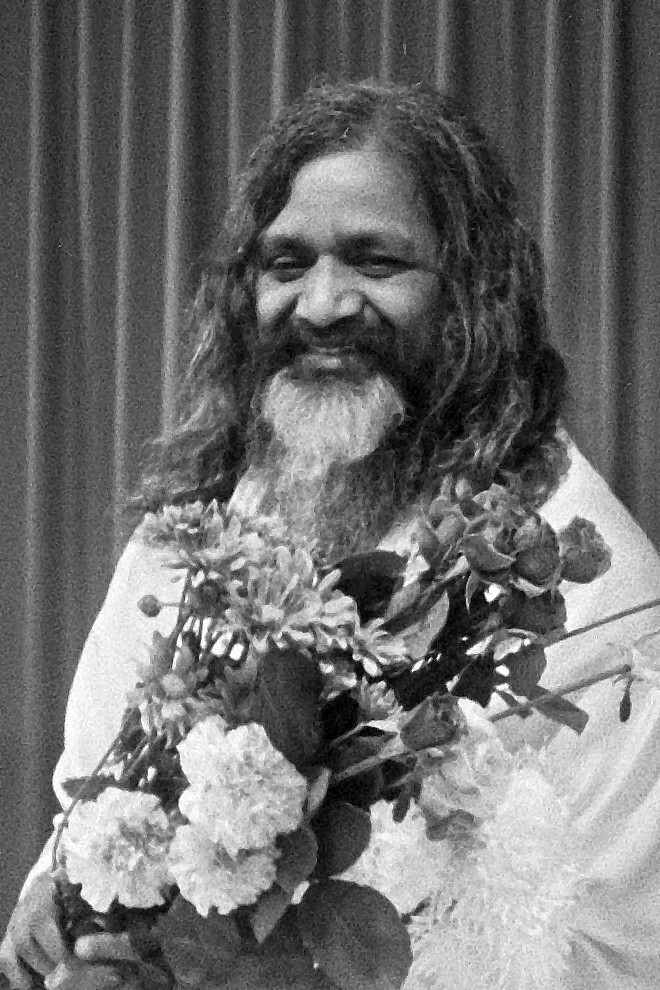
Maharishi Mahesh Yogi nel 1967.

Il celebre soggiorno dei Beatles in India ebbe luogo nel 1968, quando i quattro componenti del gruppo vi si recarono per frequentare un corso di Meditazione Trascendentale presso l'ashram indiano di Maharishi Mahesh Yogi.
Il viaggio si tenne sei mesi dopo il primo incontro tra la band e Maharishi, avvenuto nell'agosto 1967. Il coinvolgimento dei Beatles nella Meditazione Trascendentale di Maharishi ebbe enorme risonanza sui media e fu uno degli eventi chiave che diedero ulteriore slancio al forte interesse per le dottrine orientali, in particolare indiane, che caratterizzò la cultura popolare occidentale, specie giovanile, di quegli anni.
I Beatles arrivarono all'ashram di Maharishi nel febbraio del 1968, insieme alle rispettive mogli e compagne e ad alcuni membri del loro entourage. Al loro seguito si accodò anche uno stuolo di giornalisti desiderosi di documentare la vicenda. Ringo Starr ripartì dopo un breve soggiorno, McCartney rimase per varie settimane, Lennon ed Harrison lasciarono l'ashram all'improvviso in aprile a causa di dubbi circa il comportamento di Maharishi. Durante il loro soggiorno all'ashram i Beatles scrissero molte canzoni che sarebbero state in seguito pubblicate negli album The Beatles, Abbey Road e Let It Be.

## Storia

### L'incontro con Maharishi Mahesh Yogi
Già da qualche tempo i Beatles nutrivano un interesse per elementi della tradizione orientale da inserire nella propria musica, e avevano fatto uso di droghe nel tentativo di "espandere la coscienza". Dietro suggerimento di Pattie Harrison, la moglie di George, i Fab Four assistettero a una lezione tenuta da Maharishi Mahesh Yogi presso l'Hilton di Park Lane, a Londra, nell'agosto 1967. Ai Beatles furono riservati posti in prima fila e furono invitati a incontrare di persona il guru: fu durante questo incontro che egli propose loro di partecipare a un ritiro che si sarebbe svolto a Bangor, nel Galles.
Il gruppo accettò e il giorno successivo si ritrovò a Bangor assieme a 300 persone, tra cui spiccavano altre celebrità dell'epoca come Mick Jagger, Marianne Faithfull e Cilla Black, per essere iniziati alla pratica della Meditazione Trascendentale. In questa occasione essi annunciarono in conferenza stampa che avrebbero chiuso la loro esperienza con le droghe (a quanto pare riferendosi solo alle sostanze psichedeliche e non alla marijuana). Il Maharishi li invitò anche a non prendere parte al movimento anti-nucleare e di appoggiare l'attuale governo.
Desiderosi di approfondire la loro conoscenza degli insegnamenti di Maharishi, i Beatles iniziarono a pianificare un ritiro nell'ashram indiano del guru nell'ottobre di quell'anno. Gli impegni legati al film Magical Mystery Tour fecero slittare la partenza al febbraio successivo ma nel frattempo i quattro ebbero vari incontri con Maharishi a Londra.
Al contempo Maharishi, ora più popolare che mai in quanto pubblicizzato dai media come "il guru dei Beatles", svolse il suo ottavo tour mondiale, tenendo lezioni, oltre che nel Regno Unito, in Scandinavia, Germania, Italia, Canada e California (USA). Nel gennaio 1968 attirò al Madison Square Garden di New York un pubblico di 3.600 spettatori: nell’occasione i Beatles inviarono una enorme composizione floreale alla sua suite al Plaza Hotel.
Al momento della partenza, ciascuno dei Beatles e dei membri del loro entourage diede a Maharishi l'equivalente dello stipendio di una settimana, all'epoca il consueto pagamento per essere iniziati alla Meditazione Trascendentale.

### L'arrivo all'ashram
I Beatles arrivarono in India in due gruppi. John Lennon, sua moglie Cynthia, George e Pattie Harrison e la sorella di quest'ultima arrivarono a Delhi il 16 febbraio 1968, recandosi poi all'ashram di Rishikesh, lontano 150 miglia dalla capitale, in taxi. Paul McCartney, la sua compagna Jane Asher, Ringo Starr e sua moglie Maureen arrivarono invece quattro giorni dopo. Il gruppo giunse all'ashram 3 mesi dopo che le lezioni, la cui fine era stabilita per il 25 aprile, avevano avuto inizio.
Nello stesso periodo si trovavano all'ashram altre celebrità dell'epoca, tra cui Mia Farrow (da poco divorziata da Frank Sinatra), insieme a sua sorella Prudence e al fratello John, Mike Love dei Beach Boys e Donovan. Lewis H. Lapham fu l'unico giornalista cui fu permesso di soggiornare all'interno dell'ashram. In tutto risiedevano all'ashram una sessantina di persone (tra le quali la ricercatrice spirituale Nancy Cooke de Herrera), tutte di origine europea o americana.

### L'ashram
L'ashram, il cui nome ufficiale era International Academy of Meditation, sorgeva nei pressi di Rishikesh, la "capitale mondiale dello yoga", situata nei pressi del Gange ai piedi dell'Himalaya e circondata da giungle. Diversamente dagli ashram tradizionali, generalmente alquanto spartani, quello di Maharishi era progettato per incontrare i gusti occidentali e appariva molto lussuoso: era stato costruito nel 1963 grazie a una donazione di 100.000 dollari fatta dall'ereditiera americana Doris Duke. Proprio nel periodo del soggiorno dei Beatles all'ashram, Maharishi era in trattative con il governo indiano per la concessione di un lotto di terreno circostante da adibire a pista di atterraggio per il jet che gli era stato donato, fatto che causò la protesta di migliaia di agricoltori locali a cui era stato negato di usare quelle stesse terre per adibirle a campi coltivati. I bungalow dell'ashram erano in pietra e attrezzati con riscaldamento, acqua corrente, bagni e mobilio in stile inglese. L'ashram era circondato interamente da filo spinato e i cancelli di accesso rigorosamente chiusi e permanentemente sorvegliati da guardie.

### La vita all'ashram
La vita quotidiana all'ashram scorreva in modo rilassato. I pranzi vegetariani erano preparati da un cuoco inglese e venivano consumati in un'area all'aperto. Le principali occupazioni della giornata erano costituite dalla meditazione e dall'ascolto delle lezioni di Maharishi, il quale parlava ai discepoli da una piattaforma coperta di fiori. Maharishi dava ai Beatles anche lezioni private, con la motivazione ufficiale che essi erano giunti all'ashram quando il corso era già avanzato. Maharishi tenne i media lontano dalla band, concedendo però personalmente regolari interviste.
Famosa è rimasta la fotografia di gruppo che ritraeva Maharishi con i suoi discepoli, con i Beatles a fianco al maestro. Nancy Cooke de Herrera ha rivelato che si lamentò con Maharishi per il trattamento di favore che egli riservava ai suoi discepoli famosi, compreso il fatto di collocarli al centro, vicino a sé, nella foto di gruppo. Tale fotografia è tuttora considerata come una delle più emblematiche della storia del rock.
Nel frattempo anche McCartney aveva iniziato a sentirsi a disagio per le evidenti adulazioni di Maharishi nei confronti della band, tra cui l'uso di riferirsi a loro come "le guide benedette della gioventù mondiale". Il venticinquesimo compleanno di Harrison fu festeggiato con una torta e uno spettacolo pirotecnico. Maharishi invitò anche i quattro a prendere parte a gite in elicottero e in barca sul Gange.
Al pari degli altri studenti dell'ashram, i Beatles adottarono un abbigliamento di stile locale, pur personalizzandolo: acquistavano sari a Rishikesh facendone poi ricavare dal sarto dell'ashram camicie e giacche variopinte che avrebbero poi influenzato la moda occidentale dell'epoca.
Ringo Starr paragonò l'ashram a un villaggio turistico. Lui e sua moglie all'inizio non sarebbero dovuti venire, ma alla fine rimasero un paio di settimane. La loro partenza, avvenuta il primo di marzo, fu secondo alcuni prestabilita, secondo altri anticipata. I due sentivano la mancanza del figlio di sei mesi Zak Starkey e inoltre Starr aveva problemi con il cibo dell'ashram e sua moglie con gli insetti.
McCartney e la sua compagna ripartirono invece a metà marzo, avendo entrambi impegni lavorativi. Egli disse a un altro studente: «Sono un uomo nuovo».
George Harrison affermò: «Dopotutto siamo i Beatles, no? Abbiamo tutti i soldi che si possano desiderare, tutto il successo che si possa desiderare. Ma ciò non è amore, non è salute, non è pace interiore. No?»
Lennon e sua moglie Cynthia inizialmente amarono l'esperienza. Cynthia disse: «John, sempre appassionato quando si tratta di una nuova causa, era rigoroso nel suo entusiasmo per Maharishi e faceva discorsi circa il diffondere il suo messaggio nel mondo. Io ero un po' più scettica ma mi piaceva la meditazione per cui ero contenta di andare in India. Speravo anche che un po' di tempo lontani dai riflettori avrebbe fatto bene a John e a me.» Inizialmente i due condividevano lo stesso letto, ma dopo una settimana Lennon chiese di essere alloggiato separatamente da Cynthia e iniziò a ignorarla. Stava ricevendo lettere quotidiane da Yōko Ono, uno dei messaggi di lei diceva: "Guarda in alto verso il cielo, e quando vedi una nuvola pensa a me".

### La partenza di Lennon ed Harrison
Lennon ed Harrison lasciarono l'ashram all'improvviso in aprile. Sono state proposte varie spiegazioni per tale decisione. La prima motivazione data dagli interessati all'epoca fu che erano rimasti delusi dall'interesse di Maharishi per il guadagno finanziario. Diffusa è però la versione per cui Lennon si convinse che Maharishi, che si proclamava casto, avesse fatto delle avances a Mia Farrow e intrattenesse relazioni sessuali con altre giovani donne presenti all'ashram.
Da parte di Mia Farrow la questione è ambigua. Uno dei suoi amici di infanzia, Ned Wynn, scrisse nel 1990 che Mia gli aveva confidato che il Maharishi le aveva effettivamente fatto delle avances durante una pūjā privata. La de Herrera invece affermò che la Farrow aveva sicuramente frainteso la cosa e che la responsabilità per aver riportato tali false voci a Lennon era da ascrivere certamente all'ingegnere elettronico Alexis Mardas. L'autobiografia di Mia Farrow dal canto suo rimane ambigua in merito alla faccenda. Deepak Chopra, all'epoca dei fatti non presente ma in seguito divenuto stretto collaboratore di Maharishi, sostenne che il guru era molto turbato dall'uso di droghe fatto dalla band all'ashram.
La notte prima della partenza, Lennon, Harrison e Mardas stettero svegli a discutere la faccenda risolvendosi a partire immediatamente il mattino successivo. Fecero i bagagli in fretta e quando Maharishi chiese loro perché avessero intenzione di partire Lennon rispose: «Sei tu quello cosmico, dovresti saperlo». Il gruppo ebbe difficoltà a trovare dei taxi, principalmente perché Maharishi aveva dato istruzioni ai locali di non aiutare i fuggitivi. Quando riuscirono infine a trovare delle auto esse continuarono a guastarsi, tanto che essi arrivarono a chiedersi se il guru non avesse gettato su di loro una maledizione. Gli Harrison si fermarono a Delhi per qualche tempo, mentre i Lennon si imbarcarono sul primo volo disponibile, sul quale John, ubriaco, confessò alla moglie in lacrime tutta la lunga serie delle proprie infedeltà: il loro matrimonio finì di lì a poco.

### In seguito
La rottura tra i Beatles e Maharishi fu molto pubblicizzata e Lennon dichiarò alla stampa: "Abbiamo commesso un errore". Tuttavia in seguito McCartney, Harrison e Starr si riconciliarono con il guru e lo lodarono pubblicamente.
Le foto scattate da Paul Saltzman all'ashram hanno fatto il giro del mondo, esposte in numerose mostre e pubblicate su due libri.
Maharishi lasciò l'India negli anni settanta a causa di questioni fiscali. L'ashram abbandonato è stato espropriato dal governo indiano negli anni novanta e oggi versa in condizioni di fatiscenza.
Nel 2009 McCartney, Starr, Donovan e Horn si sono riuniti per un concerto tenutosi alla Radio City Music Hall di New York al fine di raccogliere fondi per la David Lynch Foundation e il suo programma di finanziamento dell'insegnamento della Meditazione Trascendentale nelle scuole statunitensi